# Фонтана невиних
Фонтана невиних је монументална јавна фонтана која се налази на тргу Жоаким-ду-Беле у округу Ле Ал у 1. арондисману Париза, у Француској. Првобитно названа Фонтана нимфи, а изградили су је између 1547. и 1550. године архитекта Пјер Леско и вајар Жан Гужон у новом стилу француске ренесансе. То је најстарија монументална фонтана у Паризу.

## Историја
Фонтана је наручена као део декорације града у знак сећања на свечани краљевски улазак краља Анрија II Валоа у Париз 1549. године. Уметници су добили задатак да изграде сложене споменике, углавном привремене, дуж његове руте, од Порт Сан Дени до Палате Сите, пролазећи поред Шателет, Понт Нотр-Дам и Катедрале. Фонтана је постављена на месту раније фонтане која датира из владавине Филипа II Августа, уз зид гробља Светих Невиних, на углу улице Сан Дени (куда је прошла краљева поворка) и данашње улице Бергер, са две фасаде у једној улици, једном фасадом у другој. Требало је да служи као фонтана, као и велики балкон за локалне угледнике; подсећала је на зидове велике резиденције, са чесмама за воду дуж улице на нивоу улице, и степеништем за лођу на горњем нивоу, где су званичници стајали на балкону да поздраве краља. Њен првобитни назив је био Фонтана нимфи.
Када је поворка прошла, структура је постала обична фонтана за суседство, са чесмама, украшеним лављим главама, које су стално пропуштале воду. Горњи спрат фонтане је на крају претворен у резиденцију, са прозорима и димњаком.
Године 1787, из санитарних разлога, париска гробља су измештена ван градских зидина, а некадашње гробље цркве Светих невиних, уз чији је зид стајала фонтана, претворено је у тржни трг, Трг невиних. Чесма је била предвиђена за рушење. Спашена је углавном захваљујући напорима писца Катрмера де Кансија, који је написао писмо Париском Журналу позивајући се на очување "ремек-дела француске скулптуре". Фонтана је премештена на средину великог базена на пијаци, подигнута на камено постоље украшено са четири лава и четири базена. Вајар Августин Пажу је добио задатак да изради четврту фасаду за фонтану, у истом стилу као и остале три, како би могла да буде самостојећа.
Због лошег система водоснабдевања Париза, фонтана је производила само мали проток воде. Под Наполеоном Бонапартом, изграђен је нови аквадукт из реке Урк, и коначно је фонтана шикнула водом, у толиком обиљу да је угрозила скулптуралну декорацију. Мањи барељефи у подножју фонтане уклоњени су 1810. године и постављени у Музеј Лувр 1824. године.
Године 1858, за време Другог француског царства Луја Наполеона III, фонтана је поново премештена, на садашњу локацију на скромном постољу на средини трга; а на свакој фасади додато је шест базена са водом за изливање, један изнад другог.

## Архитектура
Пјер Леско (1510–1578), архитекта фонтане, био је одговоран за увођење класичних модела и француске ренесансне архитектуре у Париз. Франсоа I га је именовао за главног архитекту Палате Лувр, а током наредних година трансформисао је зграду из средњовековног замка у ренесансну палату. Са Жан Гужоном је радио на декорацији две фасаде палате Лувр.
Архитектура фонтане инспирисана је нимфеумом старог Рима, грађевином или спомеником украшеним статуама нимфа, тритона и других божанстава воде.

## Скулптурална декорација
Године 1547. Жан Гужон (1510–1572) постао је дворски вајар Анрија II, а ова фонтана је била једна од његових првих важних налога. Исте године направио је илустрације за француски превод Витрувијеве књиге архитектуре, главног класичног извора архитектуре италијанске ренесансе и француске ренесансе. Касније је поново радио са Пјером Лескоом на барељефима за палату Лувр.
Иако је био дворски вајар Анрија II, Гужон је био протестант, а побегао је у Италију током француских верских ратова, када је Анри II започео озбиљан прогон француских протестаната.
Гужон је био један од првих француских вајара који је црпео инспирацију из скулптура старог Рима, посебно скулптура барељефа на римским саркофазима. Нимфа и тритон на једном од панела фонтане подсећали су на римски саркофаг у Гротаферати, који је био изложен када је Гужон био у Риму, а који је био тема неколико уметника из 16. века. Тритонова коса је личила на ону на древној статуи реке Тибар, која је откривена у Риму 1512.
Гужонов рад на фонтани инспирисан је и италијанским уметницима који су дошли да раде за Франсоа I у замак Фонтенбло, Росом Фјорентином (1495—1540) и Франческом Приматичом (1504—1570). Нимфа и морски змај на фонтани имали су исту позу као нимфа из Фонтенблоа, од Роса, у Галерији Франсоа I у замку, а женски облици нимфи, са својим издуженим телима, уским раменима и малим, високим грудима, личиле су на идеализоване женске фигуре Приматичија.
Гужонов лични допринос био је декоративни вртложни покрет у скулптурама, са валовитим драперијама и увијеним свицима направљеним од морских шкољки и реповима морских створења.

## Извори и цитати
1. ↑  Marion Boudon, "La fontaine des Innocents", in Paris et ses fontaines, de la Renaissance à nos jours, see bibliography.
2. ↑  Carved placed on the pilasters have the inscription, 'fontium nymphis'. See Marion Boudon, "La fontaine des Innocents," in Paris et ses fontaines, p. 53
3. ↑  Boudon, стр. 54
4. ↑  See Quatremere de Quincy, op. cit.
5. ↑  Cited by Marion Bourdon, p. 54
6. ↑  Jacques Hillairet and Pascal Payen-Appenzeller, Dictionnaire historique des rues de Paris, Éditions de minuit, Paris, 1985